# Al-Ja'una
Al-Ja'una ou Ja'ouna (em árabe: الجاعونة), foi uma vila palestina situada na Galileia, perto do planalto de al-Houleh, com vista para o Vale do Jordão. Ficava em uma encosta de 450 a 500 metros acima do nível do mar, cinco quilômetros a leste de Safed, perto de uma estrada principal que conectava Safed a Tiberíades. A aldeia teve seus moradores árabes expulsos pelas forças sionistas em 1948 e foi posteriormente reassentada por judeus, passando a fazer parte do assentamento israelense de Rosh Pina.

## História

### Era otomana
Al-Ja'una foi mencionada no censo otomano de 1596 como sendo uma vila no subdistrito (anaia) de Jira, no sanjaco de Safade, com 27 famílias e 4 solteiros, uma população estimada de 171 habitantes, todos muçulmanos. Os moradores pagavam uma taxa fixa de imposto de 25% sobre diversos produtos agrícolas, como trigo, cevada, azeitonas, cabras, colmeias e um moinho elétrico; um total de 2.832 akçe. Da receita total de tributos daquele ano, 1/12 foi destinado a uma instituição de caridade muçulmana.
Em 1799, a vila apareceu sob o nome de Gahoun no mapa que Pierre Jacotin compilou durante a invasão de Napoleão.
Em 1838, foi registrada como el-Ja'uneh, uma vila muçulmana, localizada no distrito de el-Khait.
Em 1875, Victor Guérin descobriu que Al-Ja'una tinha 200 habitantes muçulmanos. 

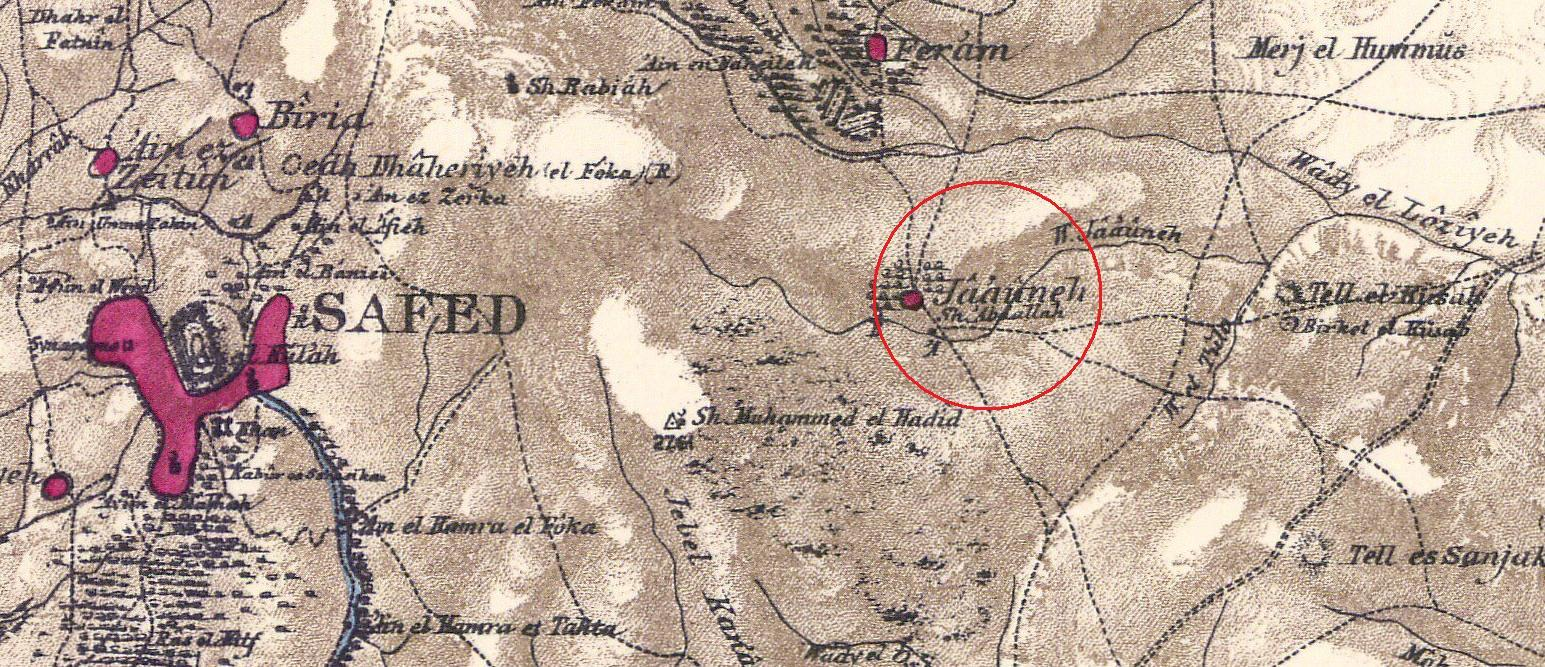
Al-Ja'una em um mapa do Fundo de Exploração da Palestina, 1880

Em 1881, o Estudo da Palestina Ocidental realizado pelo Fundo de Exploração da Palestina descreveu-a como uma aldeia de pedra com 140-200 residentes que cultivavam figos e azeitonas. Havia duas nascentes num uádi, a sul da aldeia. Uma mesquita e uma escola primária para meninos foram fundadas no período otomano.
O assentamento de Rosh Pina está localizado a sudeste do local da vila. Foi estabelecido pela primeira vez em 1878 em terras compradas aos moradores de al-Ja'una e se expandiu ao longo dos anos para incluir parte das antigas terras da vila de Al-Ja'una.

Laurence Oliphant visitou Rosh Pina e Al-Ja'una em 1886 e escreveu:
"Jauna, que era o nome da aldeia para a qual eu estava destinado, estava situada a cerca de três milhas (5 km) de Safad, em um desfiladeiro, de onde, à medida que descíamos, obtínhamos uma vista magnífica sobre o vale do Jordão, com o Lago de Tiberíades a três mil pés abaixo de nós à direita, e as águas do Merom, ou Lago de Hula, à esquerda. A planície intermediária era uma rica extensão de país, apenas esperando desenvolvimento. A nova colônia havia sido estabelecida há cerca de oito meses, a terra fora comprada dos aldeões muçulmanos, dos quais vinte famílias permaneceram e viviam em perfeita amizade com os judeus." 
 Uma lista populacional de cerca de 1887 mostrou que Ja'auneh tinha cerca de 930 habitantes; 555 muçulmanos e 375 drusos. 

### Era do Mandato Britânico

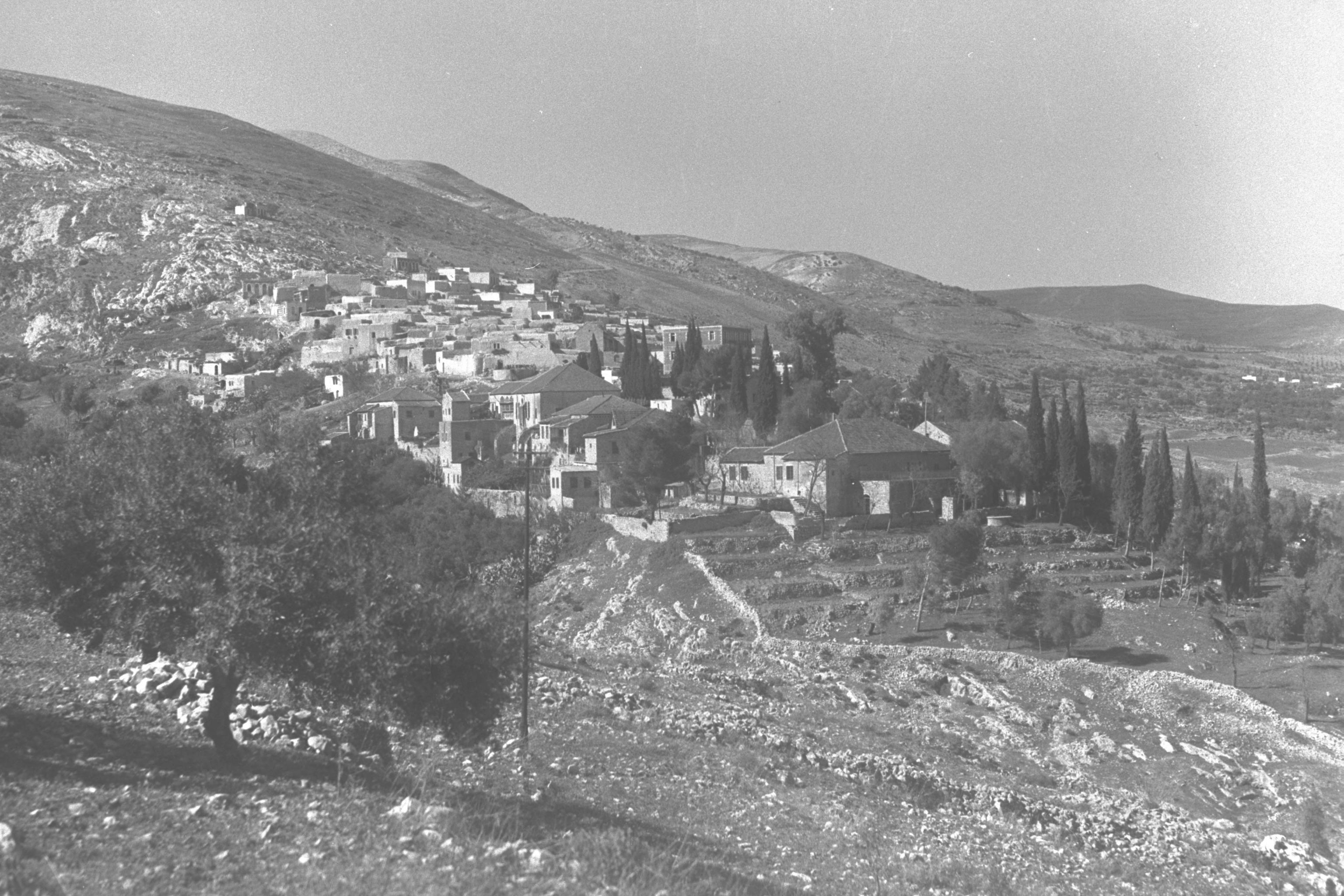
a-Ja'una em 1937

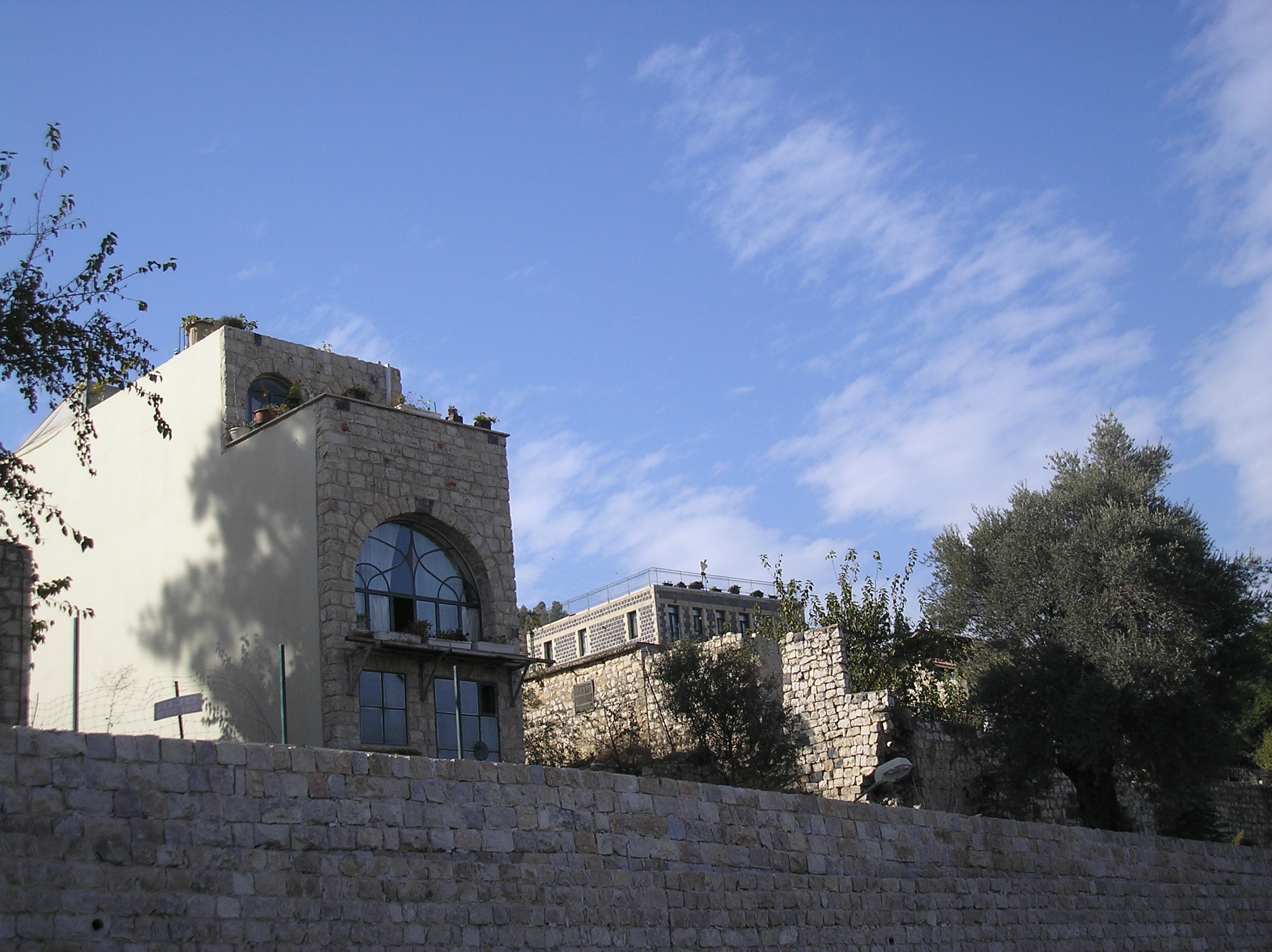
À direita: o topo da "Casa Americana", construída por um morador de Al-Ja'una que trabalhou na América

No censo de 1922 da Palestina, realizado pelas autoridades do Mandato Britânico, Ja'uneh tinha uma população de 626; todos muçulmanos, aumentando no censo de 1931 para 799, ainda todos muçulmanos, num total de 149 casas. 
Felix Salten visitou Rosh Pina em 1924 e também mencionou Al-Ja'una em seu livro de viagens Neue Menschen auf alter Erde:
“Bem ao lado de Rosh Pin[n]a, a aldeia árabe Dzha'une . Esses primeiros colonos ainda empregam trabalhadores árabes, uma prática que naturalmente teve que cessar dentro do novo movimento de reconstrução. Todas as crianças árabes de Dzha'une vão para a escola que foi construída para elas pelo assentamento [de Rosh Pina] e lá aprendem hebraico.”
Nas estatísticas de 1945, a população era de 1.150 muçulmanos,  e a área total de terra era de 839 dunams; 824 dos quais eram propriedade de árabes, 7 de judeus e 8 públicos.  Destes, 172 dunams eram plantações e terras irrigáveis, 248 eram usados para cereais, enquanto 43 dunams eram terras construídas (urbanas).

### Guerra da Palestina de 1948, despovoamento e consequências

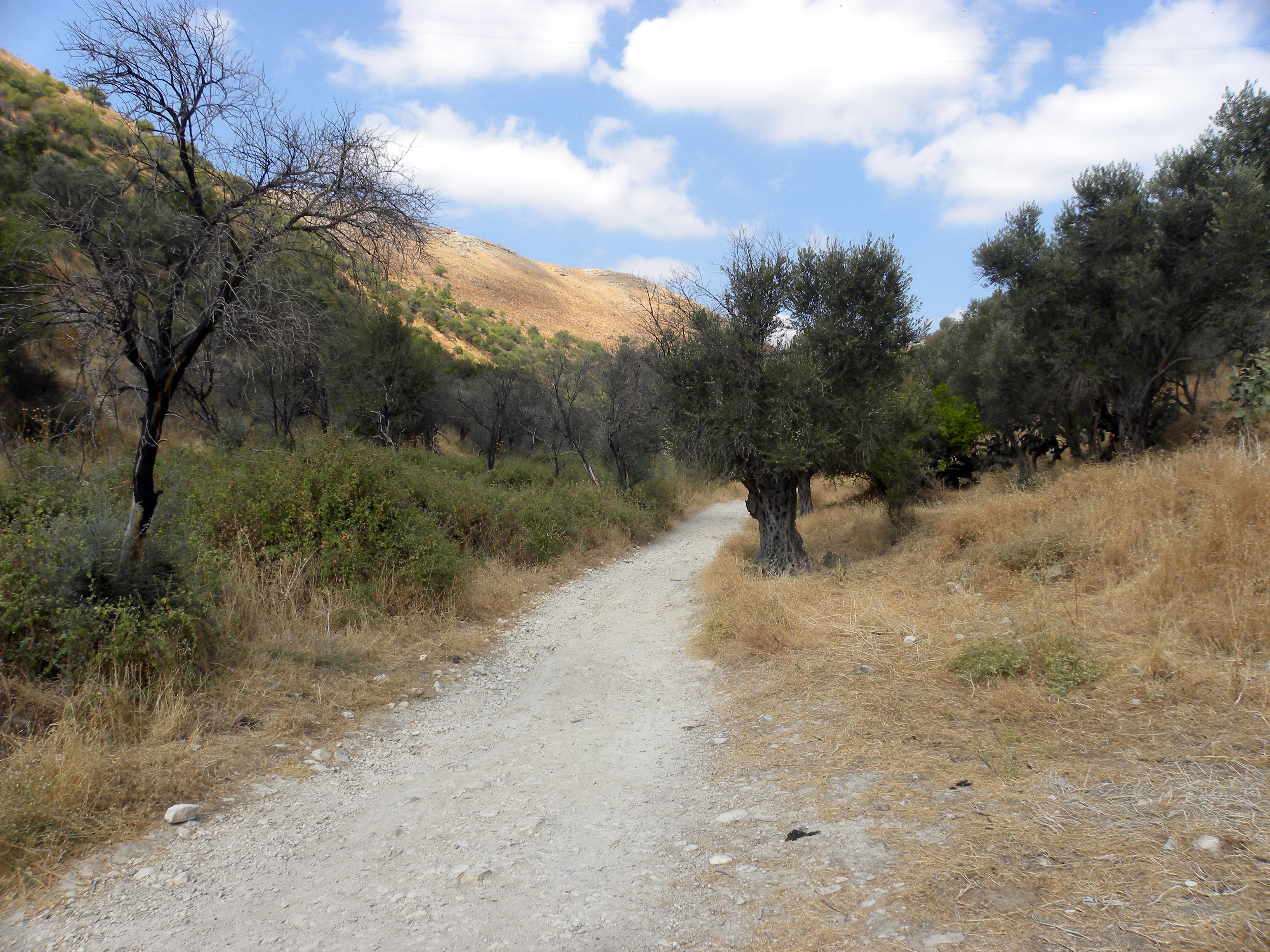
A velha estrada que leva a Safed

A vila foi despovoada à força durante a Guerra Árabe-Israelense de 1948 . Segundo o historiador israelita Benny Morris, a evacuação dos residentes ocorreu no final de abril ou a 9 de maio, coincidindo com o ataque final a Safed.
À meia-noite de 5 a 6 de junho de 1949, os moradores restantes em Al-Ja'una (junto com os de Al-Khisas e Qaytiyya ) foram cercados por unidades da Força de Defesa Israelense, que então forçaram os moradores a entrar em caminhões "com brutalidade - com chutes, xingamentos e maus-tratos..." (de acordo com o membro do Knesset e editor do Al HaMishmar, Eliezer Peri) e os deixaram em uma colina perto de 'Akbara. Quando questionado sobre as expulsões, David Ben-Gurion respondeu que havia justificativa militar "suficiente".  'Akbara serviu como um "local de despejo" para os "restantes" de várias aldeias palestinas despovoadas, e suas condições permaneceriam ruins por anos. 
Walid Khalidi, escrevendo em 1992 sobre os restos de Al-Ja'una, declarou: "O assentamento de Rosh Pina ocupa o local da aldeia. Muitas das casas permanecem; algumas são usadas pelos residentes do assentamento; outras casas de pedra foram abandonadas ou destruídas."